# Kent (sigarettenmerk)
Kent is een sigarettenmerk van British American Tobacco. Het merk, een van de vier merken van BAT die wereldwijd verkocht worden, heette in Nederland en België tot 2006 Barclay.
Naast de gewone soort Kent, zijn er ook light-, menthol- en 100's-versies.